# Hangiri
Hangiri (半切, 飯切), aussi appelé handai (飯台, table à riz) est un récipient circulaire à fond plat utilisé lors des dernières étapes de préparation du riz pour sushi. Les hangiri traditionnels sont en bois de cyprès et cerclés par deux bandes de cuivre. Leur diamètre varie entre une trentaine de centimètres pour les versions utilisées par les particuliers, jusqu'à un mètre pour ceux utilisés en restaurant.
Le hangiri est utilisé avec une palette en bois (le shamoji), pour mélanger et faire refroidir le riz après cuisson et servir de récipient pour son mélange avec du vinaigre de riz, du sucre, du sel  et du mirin.
Une fois mélangé, le riz est recouvert d'un tissu (fukin) en attendant de refroidir complètement.